# Rykel de Bruyne
Rykel H. de Bruyne is een Nederlands malacoloog. Hij is de coördinator van het Atlasproject Nederlandse Mollusken (Stichting Anemoon) en heeft veel bijgedragen aan de popularisering van de malacologie in Nederland.
Hij werkte onder meer voor het Rijks Instituut voor Visserij Onderzoek (RIVO), de voormalige Rijks Geologische Dienst, het Muséum national d'histoire naturelle in Parijs, het Nationaal Natuurhistorisch Museum Naturalis in Leiden en het Expertisecentrum voor Taxonomische Identificatie (ETI) in Amsterdam. Hij is ook verbonden aan de afdeling Malacologie van het Zoölogisch Museum te Amsterdam.
Vooral de Veldgids schelpen uit 2004 geldt als een van de beste en volledige werken over de schelpen van de weekdieren van de Zuidoostelijke Noordzeekust. Het in 2013 verschenen werk over de Schelpdieren van het Nederlandse Noordzeegebied, waaraan tientallen mensen en instituten meewerkten, is de eerste volledige ecologische atlas voor alle mariene weekdieren (Mollusca) van de Nederlandse kustwateren en het buitengaats gebied van het Nederlandse Continentaal Plat (NCP).

## Publicaties (selectie)
- (nl)  Boer T. W. de & Bruyne, R.H. de, 1991. Schelpen van de Friese Waddeneilanden (1e druk). Fryske Akademy & Backhuys publ. [ISBN 90-73348-21-8] 292 pp. (2e druk: 300 pp.).
- (nl)  Bruyne, R.H. de, 1991. Schelpen van de Nederlandse kust. Jeugdbondsuitgeverij Stichting Uitgeverij KNNV, 165 pag. [ISBN 90-5107-017-9].
- (nl)  Bruyne, R.H. de, Bank, R.A., Adema, J.P.H.M. & Perk, F.A., 1994. Nederlandse naamlijst van de weekdieren (Mollusca) van Nederland en België. Feestuitgave ter gelegenheid van het zestigjarig jubileum van de Nederlandse Malacologische Vereniging. Backhuys, Leiden. 149 pp. [ISBN 90-733-48-33-1].
- (nl)  Bruyne, R. de & Neckheim, T. (eds.), 2001. Van Nonnetje tot Tonnetje. De recente en fossiele weekdieren (slakken en schelpen) van Amsterdam, Schuyt & Co, Haarlem, 207 pp. [ISBN 90-6097-565-0].
- (nl)  Bruyne, R.H. de, 2003. Geïllustreerde Schelpenencyclopedie, Rebo Productions, Lisse. 336 pp. [ISBN 90-366-1361-2]. Ook als: (en)  Bruyne, R.H. de, 2003. The complete Encyclopedia of Shells [ISBN 90-366-1514-3]; en: (cs)  Bruyne, R.H. de, 2005. Encyklopedie ulit a lastur. 336 stran. [ISBN 80-723-4288-6].
- (nl)  Bruyne, R.H. de, Wallbrink, H. & Gmelig Meyling, A.W., 2003. Bedreigde en verdwenen land- en zoetwatermollusken in Nederland (Mollusca). Basisrapport met voorstel voor de Rode Lijst. European Invertebrate Survey Nederland (EIS), Leiden & Stichting ANEMOON, Heemstede. 88 pag.
- (nl)  Bruyne, R.H. de, 2004. Veldgids Schelpen. KNNV Uitgeverij, 234 pp. [ISBN 90-5011-140-8].
- (nl)  Bruyne, R.H. de & Boer, Th.W. de, 2008. Schelpen van de Waddeneilanden. Gids van de schelpen en weekdieren van Texel, Vlieland, Terschelling, Ameland en Schiermonnikoog. Fontaine Uitgevers. 359 pp. [ISBN 978-90-5956-2554].
- (nl) (de)  Bruyne, R.H. de & Bandini, D., 2013. Ameland: schelpenrijk -Muschelreich Ameland. Beleef het eilandgevoel met schelpen, barnsteen en fossielen – Erlebe das Inselgefühl mit Muscheln, Bernstein und Fossilien. KNNV Uitgeverij, Zeist en Stichting Anemoon, Lisse. 208 pp. [ISBN 978-90-5011-4769].
- (nl)  Bruyne, R.H. de, Leeuwen, S.J. van, Gmelig Meyling, A.W., Daan, R. (red.), 2013. Schelpdieren van het Nederlandse Noordzeegebied. Ecologische atlas van de mariene weekdieren (Mollusca). Tirion Uitgevers, Utrecht en Stichting Anemoon, Lisse. 414 pag. [ISBN 978-90-5210-8216].
- (nl)  Bruyne, R.H. de, Perk, F.A., H. Dekker & I. van Lente, 2015. Pluimdragers en Slijkgapers: Nederlandse namen voor onze weekdieren. Herziene systematische naamlijst, met etymologie. Leiden / Lisse (Nederlandse Malacologische Vereniging / Stichting ANEMOON): 192 pp. [ISBN 978-90-815248-3-4].
- (nl)  Bruyne, R.H. de, 2020. Veldgids Schelpen. Zeeschelpen en weekdieren uit ons Noordzeegebied. Zeist. KNNV Uitgeverij (m.m.v. Stichting ANEMOON & JBU). 304 p. [ISBN 978-90-5011-686-2] (Volledig herziene uitgave)
- (nl)  Bruyne, R.H. de & Gmelig Meyling, A.W., 2019. Basisgids Strandvondsten. Kennismaking met het zeeleven langs de Nederlandse kust. 144 pp. Uitg. KNNV (m.m.v. Stichting ANEMOON). [ISBN 978-90-5011-685-5]

### Vertalingen/bewerkingen
- (nl)  Lindner, G., 2001. Tirion Schelpengids. (Schelpen uit de wereldzeeën: vorm, voorkomen, systematiek). Uitg. Tirion. (Oorspr. titel: Schnecken der Weltmeere). Vertaling eerste druk 1973: E. Gittenberger, als: 'Elseviers gids van de zeeschelpen' [ISBN 90-10-01740-0]; Vertaling/bewerking herziene en uitgebreide druk, 2001: R.H. de Bruyne, als: Tirion Schelpengids. 320 pp. [ISBN 90-5210-409-3].

### Bijdragen aan andere werken
- (nl)  Bruyne, R. H. de & Wallbrink, H., 1997. Zoetwatermollusken. Hfdst. 6: 81-92; Gmelig Meyling, A.W. & Bruyne, R.H. de, 1997. Zee-organismen. Hfdst 5: 62-80; De Bruijne (sic.) & Neckheim, C.M., 1997. Natuur in het stedelijke gebied van Amsterdam. Een voorbeeld: de Mollusken. Hoofdstuk 5: 76-78. (Alle in: Veling, K., Verheggen, L. & van Halder, I. (red.), 1997. Jaarboek Natuur 1997; de winst- en verliesrekening van de Nederlandse natuur). KNNV Uitgeverij, Utrecht, 272 pp. [ISBN 90-5011-1084].
- (nl)  Bruyne, R.H. de & Wallbrink, H. 1998. Hoofdstuk 5, Bescherming en beheer: 43-48. (In: Gittenberger, E. & Janssen, A.W. (red.), 1998. De Nederlandse zoetwatermollusken. Recente en fossiele weekdieren uit zoet en brak water). Nationaal Natuurhistorisch Museum Naturalis, KNNV Uitgeverij & EIS-Nederland. Nederlandse Fauna 2. Leiden 288 pp. [ISBN 90-5011-118-1].
- (nl)  Bruyne, R. H. de, 2001. Schelpdierenonderzoek: fossielen rapen en slakken zoeken. Hoofdstuk 5; Specialisten aan het werk. In: Koningen, H., Henk van Halm, Geert Timmermans (Red.). De wilde stad. Honderd jaar natuur van Amsterdam. KNNV Uitgeverij, Utrecht 192 pp. [ISBN 90-5011-143-2].
- (nl)  Gmelig Meyling, A.W. & Bruyne, R.H. de, 2009. Het Atlasproject Nederlandse Mollusken (ANM): 75-76. In: Cadée, G.C., Leeuwen, S. van , Poorten, J.J. ter (Red.). Schitterende schelpen en slijmerige slakken: 75 jaar Nederlandse Malacologische Vereniging. KNNV Uitgeverij, The Netherlands. 142 pp. [ISBN 978-90-5011-304-5].

- International Standard Name Identifier: 0000 0000 2933 8292
- Library of Congress Control Number: n91094730
- Nederlandse Thesaurus van Auteursnamen: 085893900
- Système universitaire de documentation: 08592900X
- Virtual International Authority File: 69841392
- WorldCat: E39PBJmXJyTwbJvQWWj3TfhWDq